# اس/۲۰۰۳ جی ۵
اس/۲۰۰۳ جی ۵(به انگلیسی: S/2003 J 5) یک ماه نامنظم مشتری است. این ماه در سال ۲۰۰۳ توسط یک تیم از اخترشناسان دانشگاه هاوایی به رهبری اسکات شپرد کشف شد.
اس/۲۰۰۳ جی ۵ حدود ۴ کیلومتر قطر دارد فاصله متوسط آن تا خورشید ۲۳٬۹۷۴ Mm است و دوره آن ۷۵۸.۳۴۱ روز بوده و انحراف آن ۱۶۶ درجه نسبت به دایره‌البروج است. (۱۶۷ درجه نسبت به استوای مشتری). حرکت این ماه رجوعی است و خروج از مرکز مدار آن ۰.۳۰۷ است.
این ماه به گروه کارمه تعلق دارد